# Liste des abbés de l'abbaye de Beaugerais

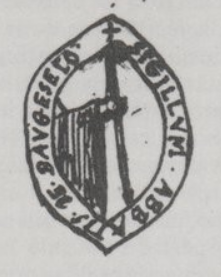
Sceau des abbés de Baugerais aux.

Cet article dresse la liste des abbés de l'abbaye de Beaugerais à Loché-sur-Indrois.

## Liste des abbés
| Début de l'abbatiat    | Fin de l'abbatiat | Abbé                             | Notes                                                                                     |
| Abbés réguliers :      |                   |                                  |                                                                                           |
| 1173                   | 1199              | Jean Ier                         | ancien chanoine de Sainte-Barbe-en-Auge                                                   |
| 1200                   | 11 décembre 1208  | Lisiard                          |                                                                                           |
| 1208                   | 21 juin 1229      | Robert                           |                                                                                           |
| 1229                   | 1231              | Michel                           |                                                                                           |
| 1231                   | 1243              | Arnulphe ou Arnoud               |                                                                                           |
| 1243                   | -                 | Philippe                         | attesté en 1255                                                                           |
| 1265                   | 1268              | Grégoire ou Guillaume            | son nom n'est pas connu ; seule son initiale « G » est attestée                           |
| 1268                   | 1293              | Hamelain                         |                                                                                           |
| 1293                   | 1294              | Robert                           | archiprêtre de Loches                                                                     |
| 1294                   | -                 | Raoul                            | attesté en 1297                                                                           |
| -                      | 1322              | Denis                            | attesté en 1309                                                                           |
| -                      | 1351              | Boniface de Rey                  | professeur de théologie                                                                   |
| 1351                   | -                 | Mathieu de Loches                | nommé par l'abbé de Louroux                                                               |
| 1367                   | 1390              | Jean II                          |                                                                                           |
| 1391                   | 1405              | Georges                          |                                                                                           |
| 1405                   | 1410              | Raoul Appert                     |                                                                                           |
| -                      | -                 | Jean de Sorbiers des Pruneaux    | attesté en 1422                                                                           |
| -                      | 6 juin 1455       | Jacques ou James Chauvet         | attesté en 1438                                                                           |
| 14 juin 1455           | 1472              | Jean de Montfaim                 | ancien sacristain de l'abbaye                                                             |
| Abbés commendataires : |                   |                                  |                                                                                           |
| 1473                   | juillet 1483      | François des Aubus               | ancien moine de Saint-Pierre-de-Preuilly                                                  |
| 1483                   | 1486              | Jean de Quédillac                | également abbé de Saint-Julien et de Louroux                                              |
| 1486                   | 1500              | Pierre Chabot                    | ancien abbé de Louroux                                                                    |
| 1500                   | 1513              | Guillaume Sauvage                | (premier abbatiat) ; auparavant prieur de Tauxigny, curé de Noyers-sur-Cher et d'Écueillé |
| 1513                   | 1517              | Jean Gigault                     | écuyer et conseiller du roi au parlement de Paris ; mort en 1527                          |
| 1517                   | -                 | Guillaume Sauvage                | (second abbatiat) ; attesté en 1537                                                       |
| -                      | 1552              | René Sauvage                     | neveu du précédent ; attesté en 1545                                                      |
| 1552                   | -                 | Claude de la Rue                 | converti au protestantisme en 1560, il est encore abbé de Beaugerais en 1564              |
| -                      | -                 | Gilles Quinault                  | (premier abbatiat) ; attesté en 1587                                                      |
| -                      | -                 | Martin Ferret                    | chanoine de la Cathédrale Saint-Vincent de Chalon-sur-Saône                               |
| -                      | -                 | Philippe du Bec                  | évêque de Nantes                                                                          |
| -                      | 1592              | Gilles Quinault                  | (second abbatiat)                                                                         |
| 1592                   | 1609              | Georges de Sorbiers des Pruneaux | chambellan d'Henri III ; démissionne en 1609 et meurt l'année suivante                    |
| 9 mars 1609            | -                 | Michel de Marolles               | prend possession de l'abbaye le 28 novembre 1610 ; il meurt en 1681                       |
| 1677                   | 1700              | Joseph Brunet                    |                                                                                           |
| 1700                   | 1724              | Étienne de la Châtaigneraie      | théologal de la Cathédrale Saint-Étienne de Toul, chanoine de Loches                      |
| 1724                   | 1773              | Maurice Frizon de Blamond        | chanoine de l'église de Reims                                                             |
| 1773                   | 1790              | Simon Fremyn de Fontenilles      | chanoine et chantre de l'église de Reims                                                  |

### Sources
- Michel Bourderioux, « L'abbaye de Baugerais (Loché-sur-Indrois) », bulletin de la Société archéologique de Touraine, t. XL,‎ 1984, p. 971-989 et p. 997 (lire en ligne)
- Jacques-Xavier Carré de Busserolle, Dictionnaire géographique, historique et biographique d'Indre-et-Loire et de l'ancienne province de Touraine, t. I, Société archéologique de Touraine, 1878, 480 p. (lire en ligne), p. 157.